# IC 867
IC 867 ist eine Balken-Spiralgalaxie mit aktivem Galaxienkern vom Hubble-Typ SBc im Sternbild Coma Berenices am Nordsternhimmel. Sie ist schätzungsweise 307 Millionen Lichtjahre von der Milchstraße entfernt und hat einen Durchmesser von etwa 130.000 Lichtjahren.
Im selben Himmelsareal befinden sich u. a. die Galaxien IC 862, IC 864, IC 866, IC 870.
Die Typ-Ia-Supernova SN 2001F wurde hier beobachtet.
Das Objekt wurde am 22. April 1889 vom US-amerikanischen Astronomen Lewis Swift entdeckt.